# Polygala rupestris
Polygala rupestris là một loài thực vật có hoa trong họ Polygalaceae. Loài này được Pourr. miêu tả khoa học đầu tiên năm 1788.